# Mimectatosia compacta
Mimectatosia compacta är en skalbaggsart som beskrevs av Stefan von Breuning 1959. Mimectatosia compacta ingår i släktet Mimectatosia och familjen långhorningar. Inga underarter finns listade i Catalogue of Life.